# جيم كيلي (ملاكم)
جيم كيلي (بالإنجليزية: Jim Kelly)‏ (25 فبراير 1912 بديري في أيرلندا الشمالية - ) هو ملاكم بريطاني، صنّف ضمن فئة وزن الخفيف ووزن الريشة ‏ ووزن الويلتر والوزن المتوسط.

## إحصائيات
خاض خلال مسيرته 168 نزالا، تعادل في 12 .

## روابط خارجية
- جيم كيلي على موقع بوكس ريك (الإنجليزية) (registration required)